# Lexi Randall
Lexi Faith Randall (Houston, Texas - 1° de janeiro de 1980) é uma ex atriz-mirim de cinema e televisão dos Estados Unidos.
Ela participou dos filmes Long Walk Home e The War (filme) ao lado de Kevin Costner e Elijah Wood. Randall estrelou os três telefilmes baseados no romance "Sarah, Plain and Tall". Ela também participou de "In the Best Interest of the Children" e foi personagem recorrente na série de televisão Designing Women. Ela é casada e tem um filho. Randall também tem dois irmãos.